# 高知大学教育学部附属特別支援学校
高知大学教育学部附属特別支援学校（こうちだいがくきょういくがくぶふぞく とくべつしえんがっこう）は、高知県高知市にある特別支援学校。

## 沿革
- 1970年4月1日 - 高知大学教育学部附属養護学校設置。
- 2007年4月1日 - 高知大学教育学部附属特別支援学校と改称。

## 学部
- 小学部
- 中学部
- 高等部